# Хасан Гюнгер
Хасан Гюнгер (тур. Hasan Güngör; нар. 5 липня 1934, Аджипаям, провінція Денізлі — 13 жовтня 2011, Денізлі, провінція Денізлі) — турецький борець вільного стилю і тренер, дворазовий срібний та дворазовий бронзовий призер чемпіонатів світу, чемпіон Європи, володар Кубку світу, чемпіон та срібний призер Олімпійських ігор.

## Спортивні результати на міжнародних змаганнях

### Виступи на Олімпіадах
| Змагання                    | Збірна    | Вагова категорія          | Місце  |
| --------------------------- | --------- | ------------------------- | ------ |
| Літні Олімпійські ігри 1960 | Туреччина | вільна боротьба, до 79 кг | Золото |
| Літні Олімпійські ігри 1964 | Туреччина | вільна боротьба, до 87 кг | Срібло |

### Виступи на Чемпіонатах світу
| Змагання                        | Збірна    | Вагова категорія          | Місце  |
| ------------------------------- | --------- | ------------------------- | ------ |
| Чемпіонат світу з боротьби 1957 | Туреччина | вільна боротьба, до 79 кг | Бронза |
| Чемпіонат світу з боротьби 1961 | Туреччина | вільна боротьба, до 87 кг | Бронза |
| Чемпіонат світу з боротьби 1962 | Туреччина | вільна боротьба, до 87 кг | Срібло |
| Чемпіонат світу з боротьби 1966 | Туреччина | вільна боротьба, до 87 кг | Срібло |
| Чемпіонат світу з боротьби 1967 | Туреччина | вільна боротьба, до 87 кг | 4      |

### Виступи на Чемпіонатах Європи
| Змагання                         | Збірна    | Вагова категорія          | Місце  |
| -------------------------------- | --------- | ------------------------- | ------ |
| Чемпіонат Європи з боротьби 1966 | Туреччина | вільна боротьба, до 87 кг | Золото |
| Чемпіонат Європи з боротьби 1967 | Туреччина | вільна боротьба, до 87 кг | 4      |

### Виступи на Кубках світу
| Змагання                    | Збірна    | Вагова категорія          | Місце  |
| --------------------------- | --------- | ------------------------- | ------ |
| Кубок світу з боротьби 1958 | Туреччина | вільна боротьба, до 79 кг | Золото |

### Виступи на інших змаганнях
| Змагання                    | Збірна    | Вагова категорія          | Місце  |
| --------------------------- | --------- | ------------------------- | ------ |
| Середземноморські ігри 1963 | Туреччина | вільна боротьба, до 87 кг | Золото |